# آلان (سرآب)
آلان یکی از روستاهای استان آذربایجان شرقی است که در دهستان آلان برآغوش بخش مهربان شهرستان سرآب واقع شده‌است. جمعیت این روستا در سال ۱۳۸۵ خورشیدی بالغ بر ۲٬۳۷۳ نفر و ۵۳۳ خانوار بوده‌است. آلان در ۱۲ کیلومتری شرق مهربان واقع شده‌است.
روستای آلان مرکز دهستان آلان برآغوش است و در منطقه‌ای خوش آب و هوا قرار گرفته که پیش‌تر ییلاق‌نشین پادشاهان بوده‌است. حمدالله مستوفی در کتاب نزهةالقلوب در مورد این روستا گفته‌است: «روستایی است خوش آب و هوا با مردمی سفیدچهره و اکول و دارای باغات میوهٔ فراوان است و کشت غلات نیز در آن رایج است». در طول تاریخ جمعیت مازاد آلان به شهرها و روستاهای دیگر کوچیده‌اند. واژهٔ «آلان» برگرفته از کلمهٔ ترکی «آران» به معنای منطقهٔ خوش آب و هوا است که در گذرزمان حرف «ر» به «ل» تبدیل شده‌است.